# Svenska mästerskapen i fälttävlan 2005
Svenska mästerskapen i fälttävlan 2005 avgjordes i Strömsholm. Tävlingen var den 55:e upplagan av Svenska mästerskapen i fälttävlan.

## Resultat
| Placering | Ryttare             | Häst            |
| --------- | ------------------- | --------------- |
| 1         | Linda Algotsson     | Stand By Me     |
| 2         | Piia Pantsu         | Karuso          |
| 3         | Viktoria Carlerbäck | Ballys Geronimo |
| 4         | Johan Lundin        | Major Tom       |
| 5         | Viktoria Carlerbäck | Onyx            |
| 6         | Katrin Norling      | Pandora Emm     |